# فرودگاه آیوای شرقی
فرودگاه آیوای شرقی (به انگلیسی: The Eastern Iowa Airport) یک فرودگاه همگانی با کد یاتا CID است که یک باند فرود آسفالت و بتن دارد و طول باند آن ۲۶۲۲ متر است. این فرودگاه در کشور ایالات متحده آمریکا قرار دارد و در ارتفاع ۲۶۴٫۹ متری از سطح دریا واقع شده است.

## شرکت‌های هواپیمایی و مقصدهای پروازی
Eastern Iowa Airport has two passenger concourses: Concourse B with gates B1–B7, and Concourse C with gates C1–C6.

### مسافری

Map of current passenger routes from CID

| شرکت‌های هواپیمایی | مقصدهای پروازی                                                                         |
| ----------------- | -------------------------------------------------------------------------------------- |
| الیجنت ایر        | مک‌کاران، اورلندو سنفورد، فینکس-مسا، شهرستان شارلوت، سن پترزبورگ-کلیرواتر فصلی: لس‌آنجلس |
| امریکن ایگل       | شارلوت داگلاس، اوهر شیکاگو, دالاس-فورت ورث                                             |
| دلتا ایرلاینز     | هارتسفیلد-جکسون آتلانتا                                                                |
| دلتا کانکشن       | هارتسفیلد-جکسون آتلانتا، متروپولیتن شهرستان وین دیترویت، مینیاپولیس−سنت پل             |
| فرانتیر ایرلاینز  | مک‌کاران , اورلاندو (آغاز از ۱۷ دسامبر ۲۰۱۷) فصلی: دنور                                 |
| یونایتد ایرلاینز  | اوهر شیکاگو (آغاز از ۵ سپتامبر ۲۰۱۷), دنور                                             |
| یونایتد اکسپرس    | اوهر شیکاگو                                                                            |

### باری
| شرکت‌های هواپیمایی                      | مقصدهای پروازی                                            |
| -------------------------------------- | --------------------------------------------------------- |
| دی‌اچ‌ال اجرا توسط Ameriflight           | سینسیناتی/کنتاکی شمالی، صحرایی اپلی                       |
| دی‌اچ‌ال اجرا توسط Suburban Air Freight  | سینسیناتی/کنتاکی شمالی                                    |
| فدکس اکسپرس                            | دی موین، آیووا، ایندیاناپلیس، ممفیس، منطقه‌ای شهرستانی دین |
| فدکس اکسپرس اجرا توسط مانتین ایر کارگو | گرند فرک، ایندیاناپلیس، محلی سو فالز                      |
| یوپی‌اس ایرلاینز                        | شیکاگو راکفرد، دی موین، آیووا، لوئیویل                    |